# Ulocymus sulcatus
Ulocymus sulcatus là một loài nhện trong họ Thomisidae.
Loài này thuộc chi Ulocymus. Ulocymus sulcatus được Cândido Firmino de Mello-Leitão miêu tả năm 1929.